# Vidmantė
Vidmantė ist ein litauischer und prußischer weiblicher Vorname, abgeleitet von Vidas + Mantė; altpreußisch widdai (‚sah‘). Die männliche Form ist Vidmantas.

## Namensträgerinnen
- Vidmantė Jasukaitytė (1948–2018), Schriftstellerin und Politikerin, Mitglied des Seimas, Gründerin von Lietuvos moterų sąjunga